# 斯沃博達 (巴什坦卡區)
47°22′39″N 32°13′15″E / 47.37750°N 32.22083°E
斯沃博達（烏克蘭語：Свобода），是烏克蘭的村落，位於該國南部尼古拉耶夫州，由巴什坦卡區負責管轄，始建於1815年，面積0.18平方公里，海拔高度7米，2001年人口38，人口密度每平方公里211.1人。